# Alle lieben Pollyanna
Alle lieben Pollyanna (anhörenⓘ) ist ein amerikanischer Spielfilm aus dem Jahr 1960. Er basiert auf dem 1913 erschienenen Roman Pollyanna von Eleanor Hodgman Porter.

## Handlung
Das Waisenkind Pollyanna wird in die Obhut seiner Tante Polly Harrington aufgenommen. Diese wohnt in einer herrschaftlichen Villa, wohingegen Pollyanna die Verhältnisse eines Missionarslebens in Britisch Westindien gewöhnt ist. Obwohl ihr neues Heim über viele ungenutzte Gästezimmer verfügt, wird Pollyanna in einer stickigen Dachkammer untergebracht. Ihre Tante begründet dies damit, dass sie es nicht gewöhnt sei, Kinderlärm im Haus zu haben, Pollyanna ist jedoch allein über den Umstand glücklich, ein eigenes Zimmer zu haben, auch wenn dieses klein ist.
Harrington, Pollyannas neue Heimatstadt, wurde nach deren Großvater benannt, was die Tante zum Anlass nimmt, sie darüber zu belehren, dass sie ein Vorbild abzugeben haben. Nach und nach lernt Pollyanna Harrington und dessen Bewohner näher kennen: zunächst die Hausangestellte Nancy, die nun auch Kindermädchen für Pollyanna ist. Sie hat ein Verhältnis mit George. Tante Polly stellt sie jedoch vor die Wahl, den Job zu quittieren oder das Verhältnis aufzugeben. Pollyanna deckt Nancy, die sich heimlich weiter mit George trifft. Des Weiteren Dr. Edmont Chilton, einen Arzt aus Baltimore, der nach fünf Jahren Abwesenheit zu Besuch in Harrington ist. Er und Tante Polly waren offenbar mal ein Paar. Pollyannas Vermittlungsversuch scheitert jedoch an alten Unstimmigkeiten bezüglich falscher Wohltätigkeit, derer er Polly bezichtigt.
Der Waisenjunge Jimmy Bean ist ein eifriger Baumkletterer. Er und Pollyanna unternehmen kleine Abenteuer gemeinsam und machen dabei die Bekanntschaft von Herrn Pendergast, einem knurrigen, zurückgezogen lebenden alten Mann. Pollyanna entdeckt in dessen Zuhause die von Prismen erzeugten Lichtreflexe.
Bei einer Verteilung von Essen lernt Pollyanna die bettlägerige Mrs. Snow kennen. Diese hat sich bereits vollkommen auf das Sterben eingerichtet, doch mit Hilfe der Prismen und des „glad game“ bringt Pollyanna ihr ein wenig Freude in das Leben. Das „glad game“ wurde von Pollyannas Vater erfunden, als sich diese eine Puppe wünschte und stattdessen ein Paar Krücken zur Mission gesandt bekam. Es besteht darin, in allem etwas zu finden, worüber man sich freuen kann.
Der Reverend macht bei seiner Sonntagspredigt großen Eindruck auf Pollyanna. Wie mit Tante Polly verabredet, schüchtert er die Gemeinde ein und erhebt dermaßen die Stimme, dass der Kronleuchter wackelt.
Außerdem schwelt in Harrington ein Konflikt, dessen Lösung zunächst unmöglich scheint:
Aufgrund eines Wasserrohrbruchs in dem von Großvater Harrington gestifteten Kinderheim trifft sich die gute Gesellschaft der Stadt bei Tante Polly. Dr. Chiltons Onkel setzt sich vehement dafür ein, dass das Harrington House abgerissen und ein neues, den veränderten Verhältnissen angepasstes Kinderheim erbaut werden soll. Doch niemand der anderen Anwesenden wagt es, sich Polly Harringtons Wünschen zu widersetzen, auch weil die Harringtonschen Unternehmen in der Stadt sehr einflussreich sind.
Es kommt die Idee auf, einen Wohltätigkeitsbasar für das neue Kinderheim zu veranstalten, und auch Pollyanna beteiligt sich an den Vorbereitungen. Sie weist Mr. Pendergast darauf hin, dass er doch die Prismen dort als „rainbow maker“ verkaufen könne, zudem versucht sie Mrs. Snow davon zu überzeugen, eine Decke zu quilten. Dies endet jedoch in einem großen Streit, so dass Pollyanna ankündigt, Mrs. Snow nicht mehr zu besuchen.
Als die Tante von der Beteiligung Pollyannas unterrichtet wird, verbietet sie ihr diese. Das nimmt das Hauspersonal zum Anlass, aus den hauseigenen Vorräten Kuchen für den Basar zu backen.
Die Harringtons besitzen auch die Ortszeitung, so dass keine Werbung für den Basar gedruckt wird. Dr. Chilton versucht nun, Polly zu überzeugen, doch dies endet wiederum im Streit, und Polly weist ihm die Tür, woraufhin er ihr ins Gesicht sagt: „You can give everything but love.“ Polly weint später allein in ihrem Schlafzimmer, während ihre Köchin meint, sie besitze keinerlei Gefühle. Als Dr. Chilton und die anderen Basarorganisatoren schon alle Hoffnung aufgeben, da Polly Harrington die ganze Stadt gehöre, weist Pollyanna darauf hin, dass niemand die Kirche besitzen könne. Doch der Reverend willigt nicht ein.
Da sie von ihrer Tante einen Brief mit Vorschlägen für die kommende Predigt dem Reverend überbringen soll, unterbricht Pollyanna diesen bei seinen Predigtvorbereitungen. Die beiden beginnen sich zu unterhalten, und Pollyanna berichtet, dass der Reverend sie an ihren Vater erinnere, der oft traurig gewesen sei, weil er das Gefühl gehabt habe, nicht zu seiner Gemeinde durchzudringen. Der Reverend fragt Pollyanna, ob ihr Vater dieses Problem gelöst habe, und sie zeigt ihm ihr Medaillon, das einst ihrem Vater gehörte. Das Diktum darauf habe ihm geholfen, denn er habe dann begonnen, das Gute im Menschen zu sehen, und habe 800 Stellen in der Bibel gefunden, wo Gott dem Menschen etwas Fröhliches mitteilen will. Auf dem Medaillon steht folgendes Zitat, das angeblich von Abraham Lincoln stammt: „When you look for the bad in mankind expecting to find it, you surely will.“ Diese Unterhaltung löst ein tiefes Nachdenken beim Reverend aus. In seiner nächsten Predigt kündigt er an, von nun an nur noch fröhliche Bibelstellen vorzulesen, und entschuldigt sich bei seiner Gemeinde für die vier vergeudeten Jahre, in denen er nicht ihr Freund war. Schließlich weist er sie alle auf den Wohltätigkeitsbasar hin, hinter dem er zu hundert Prozent stehe, und droht scherzhaft, bei zu geringem Erscheinen nächste Woche in seine alte Manier zurückzufallen. Die Gemeinde applaudiert.
Der Basar beginnt, die Hausangestellten schaffen heimlich die Torten aus dem Haus, da klingelt Jimmy Bean und bittet Polly, Pollyanna zum Basar zu lassen. Diese lehnt dieses Ansinnen jedoch ab, woraufhin Jimmy in den Baum vor Pollyannas Zimmer klettert. Der Baum dient als Fluchtweg, und die beiden amüsieren sich auf der Veranstaltung. Mr. Pendergast verkauft „rainbow makers“, und auch Mrs. Snow liefert den Quilt ab. Sie sorgt zudem dafür, dass Pollyannas großer Traum von einer Puppe erfüllt wird. Fast die gesamte Bevölkerung ist zum Fest erschienen, selbst der Reverend.
Pollyanna tritt mit einem Mädchenchor auf, und sie singen, in eine amerikanische Flagge gewickelt, America the Beautiful. Bei dem Versuch, wieder über den Baum ins Haus zu gelangen, verliert Pollyanna den Halt und fällt zu Boden. Es sieht zunächst so aus, als blieben ihre Beine gelähmt, worüber ihre Tante tief betrübt ist und weshalb sie an der Gnade Gottes zweifelt, der Pollyanna niemals nach Harrington hätte schicken dürfen. Der Reverend widerspricht ihr und sagt, Pollyanna habe ein Wunder in der Stadt vollbracht, die Menschen würden sich wieder gegenseitig anlächeln und man müsse Gott auf Knien dafür danken, dass Pollyanna hergesandt wurde.
Diese liegt niedergeschlagen in ihrem Bett, Dr. Chilton hat ihr mitgeteilt, dass eine Operation nötig sei, damit sie wieder gehen könne. Um sie aufzuheitern, beginnt Nancy mit dem „glad game“, doch Pollyanna will nur allein gelassen werden. Über die gemeinsame Sorge um Pollyanna finden Polly und Dr. Chilton zusammen. Dann kommt mit einem Mal die Stadtbevölkerung mit Geschenken, um Pollyanna Glück für die Operation zu wünschen, und hält viele gute Nachrichten bereit: Nancy und George sind verlobt, wollen aber mit der Hochzeit warten, da Pollyanna ihr Blumenmädchen sein soll. Jimmy Bean wurde von Mr. Pendergast adoptiert, und selbst Mrs. Snow wünscht Pollyanna mit strahlender Laune gute Besserung. Als Pollyanna mit dem Zug Harrington verlässt, um wegen ihrer Operation nach Baltimore zu fahren, sieht sie, dass das Namensschild der Stadt den Zusatz „The Glad Town“ bekommt.

## Kritiken
Variety schrieb, dass der Film weitschweifig sei und die Regieführung zum Teil unsicher wirke, dass das Spiel der Hauptdarstellerin dafür jedoch entschädige. Der Catholic News Service nannte den Film „herzerwärmend“, gab jedoch zu bedenken, dass er für die Jüngeren zu langatmig sein könnte und für die Älteren zu kitschig. Der katholische film-dienst nannte Alle lieben Pollyanna ein „glänzend gemachtes, vielleicht allzu liebenswertes Filmmärchen mit guten Darstellern.“

## Auszeichnungen
Die Pollyanna-Darstellerin Hayley Mills gewann bei der Oscarverleihung 1961 den Juvenile Award. Im selben Jahr war sie für den British Academy Film Award als beste Hauptdarstellerin nominiert.